# Багрыч, Зинаида Гольфридовна
Зинаида Гольфридовна Багрыч — советский хозяйственный, государственный и политический деятель, Герой Социалистического Труда.

## Биография
Родилась в 1934 году в селе Балай. Член КПСС.
С 1950 года — на хозяйственной, общественной и политической работе. В 1950—1999 гг. — свинарка в колхозе села Балай, свинарка в 1-м отделении совхоза «Краснинский» Промышленновского района Кемеровской области, мастер животноводства 1-го класса.
Указом № 321 Президента СССР Михаила Сергеевич Горбачёва «О присвоении звания Героя Социалистического Труда тов. Багрыч З. Г.» от 25 июня 1990 года «за достижение выдающихся результатов в увеличении производства и продажи государству продукции животноводства, проявленную трудовую доблесть» удостоена звания Героя Социалистического Труда с вручением ордена Ленина и золотой медали «Серп и Молот».
Лауреат премии Кузбасса.
Умерла после 2003 года.